# علاء اللقطة
علاء عبد المجيد موسى اللقطة (ولد بغزة، 1972م) طبيب، وفنان، ورسام كاريكاتير يومي، فلسطيني، أشتهر برسماته الوطنية والتي تعكس الواقع العربي والفلسطيني. يرسم في عدة صحف فلسطينية وعربية مختلفة. حاصل على البورد (الزمالة) الروماني في جراحة التجميل. متزوج وأب ثلاث بنات.

## فاز بالمركز الثاني بجائزة الكاريكاتير العربي
ورسام الكاريكاتير الفلسطيني، علاء اللقطة بالمركز الثاني بجائزة الكاريكاتير العربي لعام 2013 في نسختها الثانية التي أعلنت دار الشرق نتائجها على هامش افتتاح معرض الدوحة الدولي الرابع والعشرين للكتاب. وتنافس على الجائزة 158 فنان كاريكاتير عربي بـ 408 عمل فني.
وشارك اللقطة بلوحة تحمل عنوان (المشهد السوري) مهدياً نجاحه إلى روح والديه رحمهما الله. فيما فاز بالمركز الأول الفنان ماهر رشوان من مصر، وبالمركز الثالث الفنان محمد سباعنة من فلسطين.

## رأيه بالفن الكاريكاتيري
يعرف فن الكاريكاتير بأنه «فن الضحك المر الذي يختزل الفنان من خلاله هموم المواطن وقضايا المجتمع وتناقضات الواقع في خطوط بسيطة أو كلمات مقتضبة ».
ويرى بأن رسم الكاريكاتير لعب دوراً مهماً خلال الحرب على غزة 2014، تمثّل في نقل الصورة الحقيقية لجرائم المحتل ووحشيته، وفضح تواطؤ الأشقاء فلسطينيين وعرباً في هذا العدوان من خلال إحكام الحصار ومحاولات كسر الإرادة.